# إلين لوندبيرغ
إلين لوندبيرغ (بالسويدية: Elin Lundberg) هي لاعبة هوكي الجليد سويدية، ولدت في 15 مايو 1993 في Malung-Sälen Municipality ‏ في السويد.

## وصلات خارجية
- إلين لوندبيرغ على موقع EliteProspects.com (الإنجليزية)
- إلين لوندبيرغ على موقع Eurohockey.com (الإنجليزية)
- إلين لوندبيرغ على موقع اللجنة الأولمبية الدولية (الإنجليزية)
- إلين لوندبيرغ على موقع أوليمبيديا (الإنجليزية)
- إلين لوندبيرغ على موقع اللجنة الأولمبية السويدية (السويدية)